# Até Que a Morte Nos Separe
Até Que a Morte Nos Separe é uma série televisiva brasileira cujos episódios abordam crimes passionais notórios que aconteceram no país desde a década de 1990. Trata-se de uma série original da Prodigo Films, criada por Giuliano Cedroni, dirigida por Eduardo Rajabally e com produção executiva de Beto Gauss. A série Vencedora do prêmio PromaxBDA LatinoAmerica 2012 na categoria On-Air Program Packaging.

## Episódios
Cada uma das três temporada (2012, 2015 e 2018) possui um total de 5 episódios. A primeira temporada apresenta os casos Pimenta Neves e Sandra Gomide, Lindemberg Alves e Eloá Cristina Pimentel, goleiro Bruno e Eliza Samudio, José Carlos dos Santos e Ana Elizabeth Lofrano, Igor Ferreira da Silva e Patrícia Aggio Longo e Coronel Ubiratan Guimarães e Carla Cepollina.
Primeira temporada (2012)
- 01: O Promotor Fugitivo ()
- 02: Branca de Neve e os Anões do Orçamento ()
- 03: Amor & Morte na Imprensa Brasileira (Caso Pimenta Neves)
- 04: Coração Selvagem (Caso Eloá Cristina)
- 05: Penalidade Máxima (Caso Eliza Samudio)

Segunda temporada (2015)
- 01: Piada Mortal (Caso Kaise Helane)
- 02: Abuso de Autoridade ()
- 03: Sangue do Meu Sangue ()
- 04: Tragédia Anunciada ()
- 05: Apito Final ()

Terceira temporada (2018)
- 01: Episódio 01  ()
- 02: Episódio 02  ()
- 03: Episódio 03  ()
- 04: Episódio 04  ()
- 05: Episódio 05  ()